# 休士頓太空人
休士頓太空人（英語：Houston Astros）是一支位於德州休士頓的美國職棒大聯盟球隊，隸屬美國聯盟西區，於2017年世界大賽對決洛杉磯道奇，拿下隊史第一座世界大賽冠軍。2022年擊敗費城費城人奪下隊史第二座世界大賽冠軍。
2020年大聯盟官方在進行調查後證實，太空人於2017年賽季有偷取對手暗號的行為，這則訊息使該隊的形象受到重創。

## 歷史

### 1960年代
自從巨人和道奇離開紐約後，有人嘗試建立國家聯盟和美國聯盟以外的第三個聯盟，但以失敗告終。不過此舉引起了多個城市建立大聯盟球隊的興趣。1960年10月17日，休士頓45口徑手槍隊成立。1961年美聯又加入兩支新球隊-洛杉磯天使和明尼蘇達雙城（當時名為華盛頓參議員），國聯除了休士頓45口徑手槍外，於1962年又加入了紐約大都會。手槍隊在1962年4月10日開始比賽，建隊後三年都以手槍球場（Colt Stadium）作為主場。球隊的首10年擁有多個傑出打擊球員，如Joe Morgan和Jimmy Wynn，以及多個傑出投手，如Bob Bruce，Ken Johnson，Mike Cuellar，Don Wilson，Larry Dierker，Dave Giusti和Denny LeMaster。

### 休士頓太空人：新球場，新名字
1965年4月9日，手槍隊改名為休士頓太空人和將主場搬到太空巨蛋球場（Astrodome）。新隊名配合了新球場的未來概念和革命性的巨蛋型球場，也配合了當時位於休士頓的美國太空人計劃。球場內的計分版仍保留舊隊名的特色，例如每當有太空人隊球員擊出全壘打就會有牛仔發射手槍，子彈圍繞着計分版。早期，球場管理員還穿著太空衣來展示未來的概念。作為加盟國聯的條件，太空人隊答應國聯建築巨蛋型的太空巨蛋球場作為主場，巨蛋型的密封設計可以防禦休士頓的高溫和高濕度的夏季。有部分彷照羅馬鬥獸場而建的太空巨蛋球場是當時的新一代建築物，曾被譽為“世界第八大奇觀”。就如當時多個美國國內的新球場，如位於首都華盛頓RFK Stadium和位於紐約市的Shea Stadium，太空巨蛋是多用途球場，可以舉行美式足球和棒球賽，亦由於球場的密封設計，球場也可以舉行籃球賽，演唱會和舉行政治會議。
除了球場密封的蓋頂外，球場內還有多個革命性的設計。它是第一個球場擁有全歌劇院式座位，也是第一個擁有豪華座位和包廂房，是當時球場設計中較新的概念，球場內置有「爆炸性顯示版」，每當主隊得分顯示版都會顯示動畫，也可顯示訊息和廣告。太空巨蛋球場是美國國內其中一個最早使用人造草的球場。原先球場使用的是真草和透明蓋，但1965年球季期間球員和球迷都投訴透明蓋反光，影響球員比賽，因此球場蓋頂被塗上黑色，由於缺乏太陽光，再不能使用真草，太空人隊改用由Monsanto Company公司出產的AstroTurf人造草，人造草不用像真草般需要時常護理。人造草地的耐用性和安全性使多個大學和職業球隊將球場轉為人造草球場，多個著名的巨蛋型球場也是使用AstroTurf人造草，如位於紐奧良的Silverdome，位於雪城的Carrier Dome和位於底特律的Pontiac Silverdome。

### 1970年代
曾為太空人投出兩次無安打的投手唐·威爾森於1975年逝世，他所穿過的40號球衣被太空人榮休。
在1972年，太空人打出建隊以來最好成績，分別在三個領隊管理之下，包括傳奇領隊Leo Durocher（亦是他個人最後一次作為球隊領隊），太空人以84-69完成球季，於國家聯盟西區排名第二。
1975年，亦是太空人選用紅，橘，黃及海軍藍色所合成的彩虹形球衣（圖案像彩虹，但彩虹部分只有紅橘黃三色，背景海軍藍或白色）成為球隊標誌的首年，這球衣設計沿用至1993年。這種設計的球衣（由於又像當時流行的冰棒，所以又名冰棒）原本由Sand-Knit公司出產，被球迷廣泛穿著，令球隊注意到，首先由太空人附屬小聯盟球隊採用，受歡迎程度慢慢令業餘壘球球隊，高中隊及大學隊選擇改穿（著名的有Seton Hall，Tulane和Louisiana Tech）。同一時間太空人由藍色帽改用橘色帽（但之後慢慢在客場轉戴藍色帽，再之後全部比賽都只戴藍色帽），1987年至1993年間太空人隊逐漸將彩虹球衣轉為較傳統的棒球服裝。
1975年5月30日，Bob Watson得到球隊歷史第1,000,000分，由於當時有其他球隊接近得到同樣的歷史分數，所以Bob Watson打出全壘打後特別用全速跑回本壘以肯定他是最快可以得到這個歷史紀錄的人。
曾效力匹茲堡海盜的Bill Virdon於1995年5月成為太空人的新領隊。

### 1979年-1985年：第一次成功
連續三季以近5成勝率的成績，他們在1979年第一次有機會挑戰國聯冠軍的榮銜。雖然球隊缺乏力量型的打者，他們全季只擊出49支全壘打，沒有一個球員擊出超過10支全壘打，但1979年的太空人仍以投球和速度取勝，當年他們的盜壘次數190次是全國聯第一，其中3個球員盜壘超過30次。當時的明星球員包括外野手José Cruz, Sr.、三壘手Enos Cabell和投手J.R. Richard。這個球員組合令太空人大半季領先國聯，但最後成績不及辛辛那提紅人，紅人在球季最後一週以1.5場壓倒太空人贏得國聯西區冠軍。
1979年球季之後，太空人簽下自由球員球員諾蘭·萊恩，是大聯盟棒球的第一個每年過百萬的合約。同時又將受歡迎的德州人及前太空人球員Joe Morgan帶回球隊，兩人負責帶領一隊年輕球隊。
使用1979年成功的以投球和速度為主的戰術，太空人終於在1980年贏得第一個國聯西區錦標，球季最後一個週末之前第一位的太空人領先第二名洛杉磯道奇3場，只要贏餘下3場對道奇的其中一場便能奪取國聯西區冠軍，但太空人3場皆負，兩隊需要多打一場附加賽來決定國聯西區冠軍，這是自國聯於1969年轉兩區比賽之後第一次要以附加賽決定分區冠軍，附加賽於洛杉磯進行，Joe Niekro投出第20場勝投為太空人以7:1大勝道奇，成功贏得第一個分區冠軍及季後賽資格，他們以93-70的成績完成球季。
於國家聯盟冠軍賽，太空人對費城費城人打到第5場，這系列賽至今亦廣泛被認為是其中一個最激烈的聯盟系列賽。在決定性的第5場，太空人在第八局上半領先費城人5-2，但諾蘭·萊恩未能保持領先，最後在第10局敗給費城人6:5。
1980年太空人遇上不幸，當時的國聯賽揚獎熱門人選J.R. Richard是其中一個最強的投球手，擁有10-4的紀錄，1.73防禦率，但他1980年7月30日的比賽前中風，他中風之前幾天曾說過手臂、肩膊和背脊有痛楚，亦在7月14日的比賽中視力減弱，不能看清楚捕手的手勢。甚至差點因此失去生命，雖然他成功生還，但再也不能在大聯盟中投球。
因工潮而縮短的1981年球季，太空人以下半季西區冠軍的身份過入季後賽，球季成功的其中一個因素是得到自由球員唐·薩頓加盟，雖然他們的投球表現突出，但他們的進攻像中國滴水酷刑（Chinese Water Torture）般緩慢。太空人在因縮短球季下產生的特別季後賽中面對洛杉磯道奇，他們在首兩場勝出，之後連敗三場，令太空人成為大聯盟歷史上第一支先勝兩場後連敗三場，因而在五戰三勝的系列賽中落敗的球隊。
敗給道奇後，太空人的命運更是急轉直下。但亦不乏幾個值得記念的時刻，1983年投手諾蘭·萊恩對蒙特婁博覽會時打破大聯盟歷來最多三振的紀錄，當時他與當時效力費城費城人的Steve Carlton競爭打破此紀錄，最後萊恩勝出，並保持此紀錄至今。翌年，被認為有前途的新秀游擊手Dickie Thon被大都會投手Mike Torrez的投球擊中頭部，影響了他日後的表現。

### 1986年
經過1985年的平淡球季後，太空人解僱了領隊Gabe Paul和經理Bob Lillis。領隊的位置由Dick Wagner接任，Dick Wagner1979年在紅人時打敗太空人贏得國聯西區冠軍，Bob Lillis的經理位置由Hal Lainer接手，他的「票房棒球」管理方式改變了太空人，他初在任時太空人經理的首19場贏得13場，改變以往開季慢熱的球隊作風。
太空巨蛋舉行了棒球大聯盟全明星賽後，太空人表現優異，連續5場逆轉勝（兩場對大都會，三場對博覽會），對道奇時投手Jim Deshaies（太空人以Joe Niekro從紐約洋基交換過來）開場時連續三振8個球員。9月25日投手Mike Scott協助球隊以無安打擊敗當年神勇的舊金山巨人，Mike Scott贏得賽揚獎和以19勝10敗的成績結束球季。
國家聯盟冠軍系列賽的對手是紐約大都會，大都會在常規賽得到108場勝利，並被評為年代最佳，好像命運注定會贏得世界冠軍，剛好兩隊球都在慶祝成立25週年。
這個系列賽峰迴路轉，也是其中一個最傳奇性的季後系列賽，第3場於紐約Shea Stadium舉行，當時太空人領先5-4，然而9局下半太空人終結者Dave Smith砸鍋，被大都會Lenny Dykstra打出兩分全壘打，從而以6比5落敗。
最有代表性的是第6場，只需多勝一場便可以打第7場及以系列賽中表現出色的投手Mike Scott先發，太空人第一局便領先3-0，此後兩隊都沒有再得分直到第9局上半，大都會在太空人先發投手Bob Knepper手上得兩分，迫使太空人派出終結者Dave Smith出場，但Smith首先保送Gary Carter和Darryl Strawberry上壘。然後Ray Knight的高飛犧牲打把比賽打平，雖然還有人在壘上，Smith再没有給對手得分。
到第14局上半大都會才憑Wally Backman一壘安打及Kevin Bass的失誤反超前，第14局下半太空人憑Billy Hatcher的陽春全壘打扳平。第16局上半大都會的Darryl Strawberry的二壘安打和Ray Knight的打點讓大都會在第16局共得三分，領先7-4，當他們以為比賽會就此結束的時候，太空人在下半局連得兩分，差一分便可追平，在壘上有人的情況下，Kevin Bass的打擊是太空人的最後希望，可惜被Jesse Orosco三振出局，比賽結束。
這場16局的比賽打破了大聯盟當時季後賽最長比賽的紀錄，直至太空人於2005年10月9日和亞特蘭大勇士隊的18局比賽打破他們原有的紀錄。

### 1987年－2000年

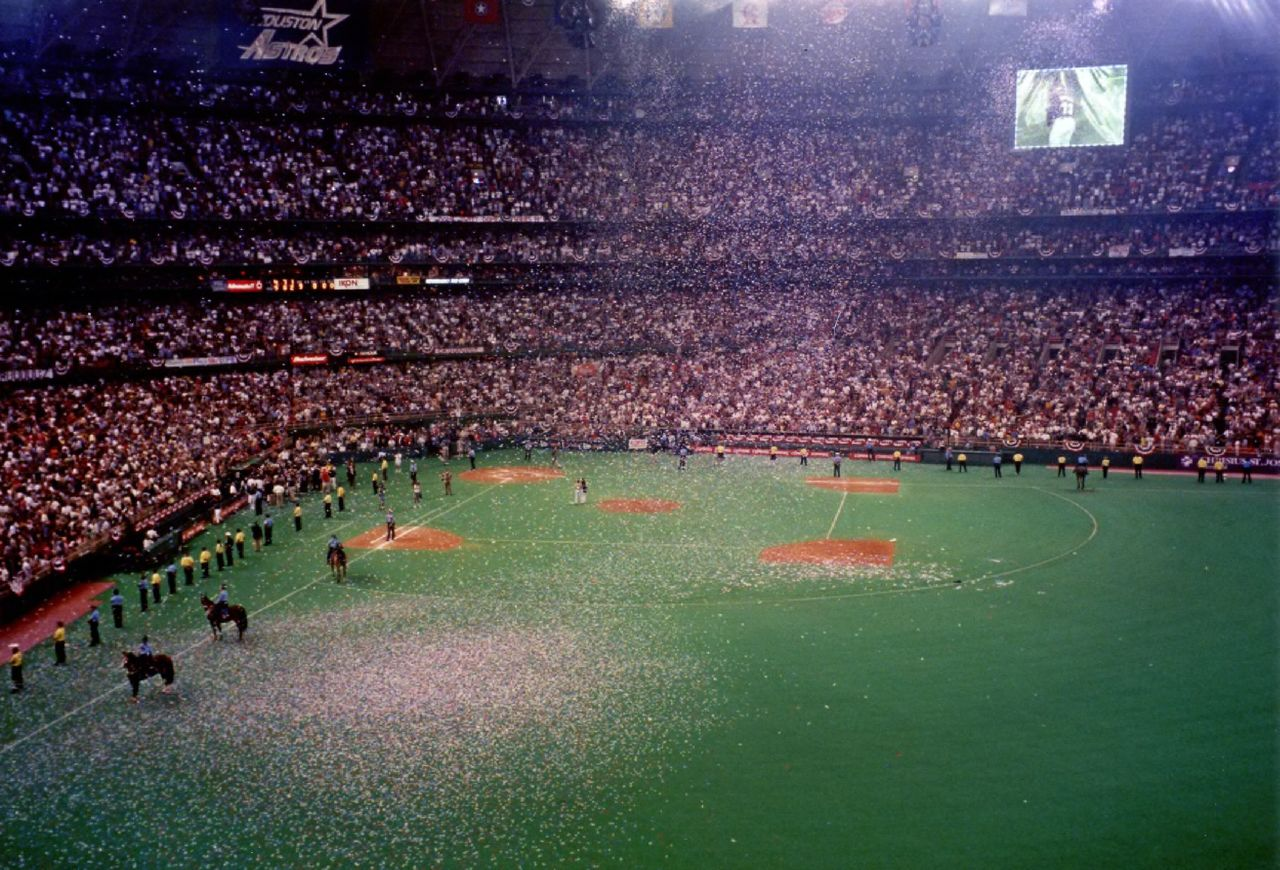
1999年10月3日，太空巨蛋球場（Reliant Astrodome）的最後1場比賽。

1991年，一壘手傑夫·巴格韋爾（Jeff Bagwell）以2成94打擊率、15轟、82分打點為球隊抱回第1個年度新人王。Bagwell更在1994年贏得隊史第一個國聯MVP，同一年，太空人被劃入新的國聯中區。而自1992年開始，太空人每年都能打出五成以上的勝率，但是卻都與季後賽無緣。直到1997年，在總教練Larry Dierker初次執掌兵符下，帶領太空人贏得11年來第1個分區冠軍，但在1997年國家聯盟分區賽便遭遇強敵亞特蘭大勇士，太空人毫無招架之力，被對手以直落三橫掃。而該年二壘手克雷格·比吉歐（Craig Biggio）全季162場比賽未擊出1支雙殺打，寫下大聯盟的新紀錄。
1998年開季前太空人做出幾個重要的補強，像是延攬到明星外野手Moises Alou及Carl Everett。季中他們又用弗雷迪·賈西亞（Freddy Garcia）、Carlos Guillen與John Halama向水手隊換來巨投藍迪·強森（Randy Johnson），強森來到太空人隊後投出驚人的10勝1敗，並有1.28的防禦率。最後太空人打出102勝60負的隊史最佳成績，蟬連中區冠軍，但是不幸在1998年國聯分區賽被聖地牙哥教士以3勝1敗擊倒。
1999年，太空人拼戰至季賽最後1天才擺脫辛辛那提紅人，三連霸國聯中區，可惜在1999年國家聯盟分區賽又被勇士給擊敗。這一年，太空人隊史首度出現兩位20勝以上的投手，Mike Hampton (22-4)與Jose Lima（21-10）。
在整個90年代，太空人幾乎可說都是在克雷格·比吉歐與傑夫·巴格韋爾這兩位球員的帶領下度過這段光輝的歲月。而比吉歐無疑是太空人隊史上相當傑出的球員，雖然他帳面上的數據並不會比聯盟的其他好手突出，但是靠著每年都相當穩定的打擊、跑壘及守備表現，讓他多次在得分、二壘安打數及盜壘上都有不錯的表現。

### 2000年－2010年
在21世紀的第1年，太空人揮別了太空巨蛋球場，搬至嶄新的戶外球場—美粒果球場（Minute Maid Park，原名Enron Field），太空人在這一年締造了多項隊史紀錄，如全隊全壘打數（249）、打點（900）與得點（938），傑夫·巴格韋爾（Jeff Bagwell）也以全季47支全壘打，152分得點刷新紀錄，捕手Tony Eusebio更連續24場擊出安打改寫太空人紀錄。但是這年的戰績只有72勝90敗，在分區排名第四。
2001年太空人隊以93勝69敗拿下隊史第四座中區冠軍，克雷格·比吉歐（Craig Biggio）成為球隊第一位擊出2000支安打的球員，新人投手洛伊·奧斯華（Roy Oswalt）在菜鳥年就投出14勝3敗、防禦率2.73的佳績。在季後賽第一輪中，太空人以直落三遭到勇士橫掃，被阻於國聯冠軍賽門外。球季結束後，Dierker辭去總教練一職，由Jimy Williams接替。
2002年戰機退步到84勝78敗，在分區屈居分區第二，無緣進入季後賽。這年球隊的「大美洲獅」藍斯·柏克曼（Lance Berkman）整季擊出42轟，以128分得到國聯打點王。2003年開季前球隊與2000年的國聯MVP傑夫·肯特（Jeff Kent）簽下兩年的合約，這也讓原本的明星二壘手比吉歐必須去改守外野，這年的戰績雖有進步，但87勝75敗的戰績還是不足以讓他們挑戰季後賽。
2004年開季前，太空人簽下300勝名投羅傑·克萊門斯（Roger Clemens）與前洋基名投安迪·派提特（Andy Pettitte），季中再透過交易換回明星外野手卡洛斯·貝爾川（Carlos Beltrán），這年的陣容也因為貝爾川與比吉歐、柏克曼、巴格韋爾等人聯手，而被球迷暱稱為「Killer B's」打線。這年太空人以92勝70敗拿下國聯外卡，在季後賽第一輪中，太空人終於以四勝一敗淘汰過去他們在季後賽的天敵勇士，只是到了國聯冠軍賽最終以三勝四敗不敵同區的聖路易紅雀。這年結束後，克萊門斯以18勝4敗、防禦率2.98、214.1局、218次奪三振拿下他生涯第七座賽揚獎，讓他成為史上最年長的賽揚獎得主，也是第四位在兩個聯盟都贏得賽揚獎的投手，生涯七座賽揚獎亦為史上最多。洛伊·奧斯華本季也投出生涯第一個20勝的球季。
2005年，太空人過去引以為傲的長打火力稍微減少，團隊全壘打僅161支。不過靠著戰術執行得宜（這年團隊盜壘有115次）以及投手群奧斯華連兩年20勝、派提特傷癒復出繳出17勝及克萊門斯「一字頭」防禦率等投手群的強力擁護下，再度以89勝73敗拿到國聯外卡。第一輪先以三勝一敗淘汰勇士，接著再以四勝二敗淘汰去年的對手紅雀，隊史首次挺進到世界大賽，但最終遭到芝加哥白襪以直落四橫掃，無緣拿下隊史第一個世界大賽冠軍，這同時也讓白襪破除了88年的冠軍荒－「黑襪魔咒」。
2006年球季開打前，陣中老將傑夫·巴格韋爾（Jeff Bagwell）決定退休，他生涯15年都待在太空人，一共擊出2314支安打、449轟、1529打點、202盜，生涯打擊率高達.297。這年太空人的戰績退步到82勝80敗，無緣連續兩年打進季後賽，這也開啟了往後幾年的衰退期。2007年開季前太空人與卡洛斯·李（Carlos Lee）簽下一年一億美金的超大合約，這是該季球隊最大的補強，但只換來73勝89敗的糟糕戰績，這也讓他們自2001年起連續六年拿下五成勝率的紀錄中止，這季最大的亮點是老將比吉歐於6月28日在主場面對科羅拉多洛磯的比賽中擊出生涯第3000支安打，為大聯盟第27位達成者，也是隊史首位3000安球員，他也在球季結束後退休。不過比吉歐在創造這項紀錄的過程其實並不完美，當他擊出安打後一壘指導教練要他往二壘衝，結果他在離二壘仍有一段距離的地方被觸殺出局。
季後太空人決定在11月7日將在球隊累積123次救援的終結者Brad Lidge交易到費城人，換回Mike Costanzo、Michael Bourn、Geoff Geary等三位新秀。12月時太空人執行了最重磅的交易－用Matt Albers、Mike Costanzo、Troy Patton、Dennis Sarfate、Luke Scott等新秀向金鶯換回明星游擊手米格爾·特哈達（Miguel Tejada），再把Chris Burke、Juan Gutierrez、Chad Qualls交易到響尾蛇，換回新任終結者荷西·瓦爾韋德（José Valverde）。為了補足比吉歐退休後的空缺，又簽下前一年幫助洛磯打進世界大賽的松井稼頭央。這些交易確實幫助太空人挽回他們衰退的戰績，2008年的戰績回升到86勝75敗，但是在分區僅排名第三，還是無緣進入季後賽。
2009年的戰績又下滑到74勝88敗，在分區排名第四。2010年球季，太空人開始大量出清他們陣中的明星球員。例如在731大限前王牌投手奧斯華交易到費城人隊，換回Anthony Gose、Jonathan Villar以及J.A. Happ。再把藍斯·柏克曼交易到洋基，換回Jimmy Paredes與馬克·梅蘭森（Mark Melancon），出清球員也馬上表現出戰績－76勝86敗讓太空人連兩季勝率不及五成。

### 2011年－2014年
2011年球季，太空人來以56勝106敗在分區墊底，先發輪值中有四人都吞下10敗以上，團隊全壘打僅95支。2012年球隊又再以55勝107敗達成連續兩季吞下100敗。不過球隊的明星二壘手荷西·奧圖維開始在這季初試啼聲，他出賽147場擊出167支安打、7轟、33盜，打擊率有.290。
2013年球季，美國職棒大聯盟為了平衡每個分區的隊伍數，太空人於該球季移至美國聯盟西區，不過戰績依舊沒有起色，該年以111敗，打破隊史最多敗的紀錄。根據電視臺統計，整個休士頓只有1/3的市民願意看太空人的比賽轉播，收視率降到谷底，球隊彷彿被休士頓拋棄。
2014年球季，太空人終於擺脫連續三年都吞下百敗的窘境。70勝92敗也讓他們不再於分區墊底。荷西·奧圖維本季擊出225支安打、56盜、打擊率.341都是美聯最多，讓他一舉囊括銀棒獎、安打王、盜壘王及打擊王；先發投手達拉斯·凱戈（Dallas Keuchel）則投出12勝9敗、防禦率2.93、負擔了200局並投出146次三振，雖然光看帳面並不是特別亮眼，但已經算是太空人近年來輪值中最好的表現。

### 2015年：重返季後賽
2015年球季，開季前透過交易向勇士獲得伊凡·蓋提斯（Evan Gattis），並簽下後援投手路克·葛瑞格森（Luke Gregerson)與派特·尼谢克（Pat Neshek）。球季中在達拉斯·凱戈與柯林·麥克修（Collin McHugh）兩位強投的帶領出現近年來最佳的戰績。開季先是拉出一波10連勝，直到9月之前，都一直穩居美聯西區第一，為了全力衝刺季後賽，他們還透過交易換回釀酒人的麥克·菲爾斯（Mike Fiers）、明星外野手Carlos Gómez與運動家的王牌左投史考特·卡茲米爾（Scott Kazmir）。但到了九月太空人的表現開始下滑，在遊騎兵拿下分區冠軍後轉而退而求其次，以86勝76負的戰績奪下外卡第二名，並在10月6日和洋基展開外卡驟死賽。最後太空人在達拉斯·凱戈6局無失分的好投之下以3：0完封紐約洋基，但在分區系列賽卻以2-3遭堪薩斯市皇家淘汰。
達拉斯·凱戈本季戰績20勝8負，防禦率2.48，負擔232局美聯最多，並送出216次三振，拿下美聯賽揚獎與投手金手套獎二連霸；克林·麦克休也投出19勝7負、防禦率3.89的佳績；麥克·菲爾斯在來到太空人的第一次出賽就於8月21日在主場面對道奇隊時燃燒134球投出隊史第11場無安打比賽；二壘手荷西·奥图维連續兩季達成單季200安，並蟬聯美聯安打王；新人游擊手卡洛斯·柯瑞亞（Carlos Correa）在本季開始初試啼聲，雖然僅出賽99場卻擊出22支全壘打，並跑出14次盜壘，榮獲美聯新人王。
2016年球季，由於原任終結者路克·葛瑞格森的表現不穩，太空人在2015年12月以馬克·艾佩爾 (Mark Appel)、Vincent Velasquez、Brett Oberholtzer、Thomas Eshelman、Harold Arauz等人為代價，向費城人隊換回Ken Giles。隔年一月再跟Doug Fister簽下一年短約，完成先發及牛棚陣容。賽季開始，太空人隊的焦點在於開始大量啟用新人，例如先發投手Lance McCullers Jr.、後援投手Chris Devenski、第一輪選進來的三壘手艾力克斯·布萊格曼（Alex Bregman）、Tyler White、Tony Kemp、尤里斯基·古力歐（Yulieski Gurriel）等人，他們在新人年都繳出非常不錯的成績。但令人訝異的是，去年的賽揚強投達拉斯·凱戈整季找不回手感，最後還因傷整季提前結束，這也為太空人憑添許多壓力。而這個賽季球隊始終跨不過德州遊騎兵築起的高牆，同區的水手也緊追不捨；季末美聯的外卡更是風起雲湧，稍一不慎便會下墜好幾個名次；太空人一陣衝刺後還是無力回天，失去進軍季後賽的機會。荷西·奧圖維是太空人本季最大亮點，不但達成聯盟安打王、銀棒獎三連霸，甚至以.338的高打擊率榮獲生涯第二個打擊王。

### 2017年：迎來隊史首座世界大賽冠軍
2017年球季，季前太空人展開大肆補強，先從費城挖來投手查理·莫頓（Charlie Morton），並與自由球員喬希·雷迪克（Josh Reddick）、青木宣親簽下合約。接著從洋基交易來經驗老道的捕手布萊恩·麥肯（Brian McCann），最後與2004年曾效力於太空人的卡洛斯·貝爾川再續前緣。球季開打後太空人就一直維持高檔的演出，霸占美聯龍頭大半個球季，直到被克里夫蘭印地安人拉出一波瘋狂連勝為止。太空人在831前從底特律老虎換來他們的王牌投手賈斯丁·韋蘭德。9月17日，韋蘭德主投6局送出7次三振，率隊以7：1擊敗西雅圖水手拿下勝利，也是隊史改組到美聯後的首座美國聯盟西區冠軍，太空人也成為聯盟歷史上第一個獲得三個不同聯盟分區的隊伍（1980年和1986年的國聯西區、1997 - 1999年和2001年的國聯中區、2017年的美聯西區）。這季的戰績為101勝61敗，是隊史自1998年後第二次達成百勝，也是進入21世紀以來最好的戰績（隔年又以103勝59敗的紀錄刷新）；荷西·奧圖維連續四年安打王（204支安打），高達.346的打擊率也讓他第三度拿下打擊王，榮獲本季美國聯盟年度MVP。
太空人在美聯分區系列賽遭遇的對手是波士頓紅襪。第一戰靠著奧圖維的單場三響砲，太空人順利以8：2拔得頭籌，接著以同樣的比數聽牌。儘管第三戰遇到紅襪負隅頑抗，第四戰太空人還是靠著棒打紅襪終結者克雷格·金布雷爾以5：4獲勝，並以三勝一敗晉級美聯冠軍賽。
美聯冠軍系列賽，太空人前2場在主場迎戰洋基，靠著先發投手成功封鎖洋基打線，順利收下連續兩場比分2：1的勝利。但到了紐約後，太空人打線反而受制於洋基投手，加上洋基火力復甦，反而被洋基率先聽牌。第六戰太空人緊急推派韋蘭德上陣主投，繳出7局無失分的好投，和轟出一發陽春砲並貢獻3分打點的奧圖維合力領軍，幫助太空人終場以7：1擊敗洋基。第7戰則靠著查理·莫頓與Lance McCullers Jr.聯合封鎖以4：0完封洋基，帶領太空人拿下隊史第二座聯盟冠軍。
世界大賽對上握有主場優勢的道奇。第二戰太空人在進入九局上原本還以2：3落後，但是Marvin Gonzalez以陽春砲重擊道奇終結者肯利·簡森並追平比數，之後的延長賽雙方共擊出5支全壘打，最後由太空人以7：6取得勝利。第三戰來到休士頓，道奇日籍投手達比修有慘遭太空人打爆，僅投1.2局便失4分，最終太空人也順利以5：3取得勝利。第四戰道奇隊則靠著9局上的4分大局，以6：2逆轉取勝。第五戰雙方的王牌左投達拉斯·凱戈與克萊頓·克蕭都被打爆，雙方在這場煙火大會中一共擊出7支全壘打，直到延長賽10局下艾力克斯·布萊格曼的再見安打讓太空人以13：12驚險收下勝利。第六戰回到洛杉磯，道奇以3：1贏球。第七戰，達比修有再次遭太空人打線打爆，1.2局便失5分就下台，最後太空人以5：1贏球，也拿到了隊史首座世界大賽冠軍。喬治·史普林格以5轟、7打點榮獲世界大賽最有價值球員。

### 2018年：衛冕失利
2018年球季，開季前，太空人向海盜換來投手格里特·柯爾（Gerrit Cole）。開季後太空人的先發輪值群各個表現搶眼，查理·莫頓及賈斯丁·韋蘭德開季後分別投出7連勝及5連勝。不過季中一些主力球員開始出現傷痛，例如布萊恩·麥肯、Lance McCullers Jr.、卡洛斯·柯瑞亞及荷西·奥图维等人，這也使同分區的運動家及水手開始威脅到太空人的王位。731大限前透過交易，他們迎來了印地安人的後援側投Joe Smith與藍鳥隊的終結者Roberto Osuna，而Osuna來到太空人後投出12次救援成功與防禦率1.99，靠著這些關鍵的交易及新人適時的頂替，太空人最終還是以103勝59敗的成績再次拿下美聯西區冠軍。
在分區系列賽中，太空人以直落三橫掃印地安人。美聯冠軍戰碰到的是全聯盟戰績最佳的紅襪，最終太空人以1勝4敗遭到紅襪淘汰，挑戰衛冕失利。

### 2019年：再次挑戰世界大賽
2019年球季，在交易大限前，太空人從響尾蛇手中獲得賽揚獎投手葛蘭基。9月22日，太空人在主場完成美聯西區冠軍三連霸。賽季以107勝55敗作收，成為聯盟歷史第一支連三年敗場破百，連續三年勝場數破百的球隊。
季後賽中，太空人名列兩聯盟最高種子。美聯分區賽以3勝2敗擊敗坦帕灣光芒，挺進美聯冠軍賽、連3年迎戰洋基。美聯冠軍戰第六戰，奧圖維轟出再見2分砲，太空人以4勝2敗擊退洋基，第三次挺進世界大賽，與國聯冠軍華盛頓國民爭奪世界大賽冠軍。世界大賽系列賽在客場三場全勝，然而在主場四戰全敗，最終太空人系列賽4比3敗給國民，無緣拿下隊史第二座世界大賽冠軍。

### 2022年：第二次世界大賽冠軍
雖然讓「憂鬱賽揚」Z魔神離隊回到皇家，不過太空人迎回了前年動TJ手術的另一張賽揚王牌韋蘭德。韋蘭德繼2017年季中轉隊來到太空人後，又一次繳出逆齡神威，加上太空人養成的中生代與新生代先發投手們，以及Ryan Pressly領銜的牛棚，本季太空人主要靠著強勢的投手戰力在美聯西區攻城略地。
打擊方面，當家游擊手Carlos Correa自由身轉到雙城，但準備好的農場大物Jeremy Peña完美銜接，維繫太空人向來兇猛的打擊火炮。
儘管開季美聯領跑西有天使東有洋基，太空人先在5月搶回美聯西區並於9月20日完成衛冕，接著在明星賽後超車洋基，以106勝56敗搶得美聯第一種子。
美聯分區系列賽，太空人面對睽違21年重返季後賽的西雅圖水手，雖然遭逢頑強抵抗，G3更上演直到第18局才終於得分的超級馬拉松，不過仍以直落三橫掃，以逸待勞恭候另一邊二度因雨延賽，打滿5場才解決掉克里夫蘭守護者的洋基。
美聯冠軍賽，太空人8年來第4次在季後賽碰上洋基，但這回太空人以直落四無情橫掃對手，完成對洋基的四連殺，與同日稍早擊倒聖地牙哥教士晉級的費城費城人爭奪世界大賽冠軍。
面對氣勢高昂的國聯第6種子，太空人第1戰5：0領先卻慘遭大逆轉，第3戰更被5發全壘打重擊。11月2日，世界大賽第4戰，太空人以4任投手合力成為季後賽歷史上第2支投出無安打的球隊（第一次為1956年唐拉森對洋基的完美比賽）。最後太空人以4勝2敗擊退費城人，隊史第2個世界大賽冠軍。

### 2023年：再次衛冕失利
太空人以8：1擊敗亞利桑納響尾蛇，加上德州遊騎兵0：1不敵西雅圖水手，太空人確定於美聯西區登頂拿下分區冠軍，並在大聯盟季後賽首輪獲得輪空資格。
他們在美聯分區賽與明尼蘇達雙城展開對決，最後太空人3比1淘汰雙城連續七年晉級美聯冠軍賽，將與德州遊騎兵上演首度德州內戰，前六戰戰成3勝3敗平手局面，第七戰太空人队4：11不敌德州游骑兵队，无缘世界大赛。
2023年10月25日，達斯蒂·貝克於美聯冠軍賽結束後宣布退休。11月13日，太空人在官方正式宣布由板凳教練喬·艾斯帕達擔任總教練

### 2024年：衛冕失利後的危機
在喬·艾斯帕達所執教的第一個賽季，球隊從FA市場中迎來了賈許海德(Josh Hader)以解決普萊斯利(Ryan Pressly)的老化問題，不過一切並沒有那麼順遂。太空人意外地在開季打了一波連敗，戰績慘至12勝24敗，甚至跟龍頭勝差來到10，可謂是2016年以來的最大危機，打線裡打出堪稱生涯代表作的凱爾塔克(Kyle Tucker)也因為自打球受傷，不過在羅奈爾布朗科(Ronel Blanco)、約爾丹艾爾法瑞茲(Yordan Alvarez)、泰勒斯科特(Tayler Scott)等人的帶領以及明星賽前後的反彈下，最終仍以奇蹟般取得龍頭進入了季後賽。
不過在約7月底時，太空人隊與多倫多藍鳥發動了一筆交易，將Jake Bloss和Joey Loperfido、Will Wanger等4A等級農場大物換往多倫多，而只得到一位合約季末將到期且上半季表現不佳的菊池雄星，這場堪稱搶劫式的交易瞬間引起國內外的軒然大波，也無疑是讓本就困乏的太空人農場雪上加霜。
雖然是以美西龍頭之姿進入季後賽，但礙於其他兩個分區戰績亮眼使得這季季後賽只得從外卡打起，首輪面對失去傑克·弗萊赫提的老虎隊，雖說老虎的陣容十分年輕且便宜，但陣容仍不容小覷，最終在美聯投手三冠王塔里克史庫柏(Tarik Skubal)的實力封鎖和太空人自身調度的瑕疵下，以被橫掃的慘狀結束季後賽。
12月14日，由於胡安·索托與大都會簽訂下了高額合約，導致太空人教練團認定難以在明年留下打擊數據不遜於索托的凱爾·塔克，因此在芝加哥小熊的追求下，與其進行了一換三的交易，其中小熊端出了伊薩克帕瑞迪斯為主菜的交易內容，算是補齊了艾力克斯·布萊格曼(Alex Bregman)可能出走的漏洞。
12月20日，球隊在FA市場中簽下克里斯蒂安·沃克，明年內野陣容大致底定，也同時確定了布萊格曼將離開休士頓。

## 偷取暗號醜聞
2019年賽季結束，前太空人隊投手麥克·菲爾斯向媒體聲稱2017年球季的太空人使用中外野攝影機竊取敵隊暗號，並回傳給打者。大聯盟對於太空人就竊取對手暗號的行為一事展開調查。2020年1月13日，大聯盟證實太空人在2017年球季有利用電子設備竊取對手暗號，將總教練安德魯·傑伊·辛奇與球隊總經理傑夫·盧諾無薪停職一年，開罰球隊500萬元美金，並喪失2020與2021年選秀的前2輪選秀權；辛奇和盧諾兩人同天都被球隊開除。

## 棒球名人堂球員
- 喬·摩根, 1963年-1971年 & 1980年
- 內利·法克斯, 1964年-1965年
- 羅賓·羅伯茲, 1965年-1966年 （背號36號被費城人退休）
- 艾迪·馬修斯, 1967年 （背號41號被勇士退休）
- 里歐·德羅許爾, 1972年-1973年
- 諾蘭·萊恩, 1980年-1988年 （背號34號被遊騎兵退休,而背號30號被天使退休）
- 唐·薩頓, 1981年-1982年
- 傑夫·巴格威爾, 1988年-2005年
- 克雷格·比吉歐, 1991年-2007年
- 藍迪·強森, 1998年
- 伊凡·羅德里奎茲, 2009年
- 比利·華格納, 1995年-2003年

## 退休號碼
- 5 傑夫·巴格威爾，一壘手，1990年—2005年
- 7 克雷格·比吉歐，二壘手，1988年—2007年
- 13 比利·華格納，終結者，1995年—2003年
- 24 吉米·溫恩（Jimmy Wynn），外野手，1963年—1973年
- 25 荷西·克魯茲，外野手，1975年—1987年
- 32 吉姆·昂布里奇（Jim Umbricht），投手，1962年—1963
- 33 麥克·史考特，投手，1983年—1991年
- 34 諾蘭·萊恩，投手，1980年—1988年
- 40 唐·威爾森，投手，1966年—1974年
- 42 傑基·羅賓森，1997年全大聯盟各隊共同退休紀念
- 49 賴瑞·迪爾克（Larry Dierker），投手，1964年—1976年，總教練1997年—2001年

＊有1個背號雖然沒有正式退休，但幾乎不再使用:
- 57 紀念前太空人選手達里爾·安德魯·凱爾（Darryl Kile）在2002年為紅雀效力時因心臟病過世。

## 附屬小聯盟球隊
- AAA: 牛仔太空糖城（Sugar Land Space Cowboys），太平洋岸联盟（Pacific Coast League）
- AA: 基督圣体市铁勾（Corpus Christi Hooks），德克薩斯聯盟（Texas League）
- 高级A：萨勒姆雪崩（Salem Avalanche），卡罗莱纳联盟（Carolina League）
- A: 勒辛顿传说（Lexington Legends），南大西洋联盟（South Atlantic League）
- 短期1A 三城谷猫（Tri-City Valley Cats），纽约─宾州联盟（New York-Penn League）
- 新秀：格林维尔太空人（Greeneville Astros），阿帕拉契联盟（Appalachian League）
- 新秀：VSL太空人（VSL Astros），委内瑞拉联盟（Venezuelan Summer League）

## 外部連結
- 休士頓太空人官方網站 （页面存档备份，存于）（英文）
- 休士頓太空人的Facebook專頁
- 休士頓太空人的Instagram帳戶
- 休士頓太空人的X（前Twitter）
- YouTube上的休士頓太空人頻道

| 獎項                           | 獎項                   | 獎項                         |
| ------------------------------ | ---------------------- | ---------------------------- |
| 前任： 芝加哥小熊 亞特蘭大勇士 | 世界大赛冠军 2017 2022 | 繼任： 波士頓紅襪 德州遊騎兵 |